# RBS România
RBS România (fostă ABN AMRO Bank România) a fost o bancă din România, subsidiară a băncii britanice Royal Bank of Scotland.
Banca a fost prezentă în România din noiembrie 1995 și își desfășura activitatea în 15 orașe prin intermediul a 30 de unități.
ABN Amro România (subsidiara română a grupului ABN-AMRO) și-a schimbat denumirea în Royal Bank of Scotland (RBS) România din 15 octombrie 2008, după ce banca olandeză ABN Amro a fost achiziționată în octombrie 2007 de consorțiul format din Royal Bank of Scotland, Fortis și Santander pentru aproximativ 70 miliarde euro, iar diferitele segmente de activitate ale ABN Amro au fost împărțite între cele trei bănci.
Activele RBS România au ajuns la finalul lui 2009 la 2,3 miliarde euro.
În martie 2009, RBS Romania avea în portofoliu peste 130.000 de clienți de retail.
În martie 2010, banca avea o rețea de 28 de unități și 38 de bancomate.
În 31 decembrie 2015, RBS Bank și-a încetat activitatea pe teritoriul României.
Număr de angajați:
- 2009: 1.400[6]
- 2008: 1.700[6]

Active:
- 2009: 2,3 miliarde euro[3]
- 2006: 1,5 miliarde euro[7]

Profit net:
- 2009: 25 milioane euro[5]